# Antônio Britto
Antônio Britto (Santana do Livramento, 1 de julio de 1952) es un periodista, empresario y político brasileño.
Comenzó su carrera política en el Partido del Movimiento Democrático Brasileño, a donde había entrado por mediación de Ulysses Guimarães. Se presentó, y venció, a diputado federal en las elecciones de 1986, siendo reelegido en 1990. En la Cámara de Diputados colaboró en la elaboración de la Constitución de 1988 y fue presidente de la Comisión de Ciencia y Tecnología. En 1988 se presentó a la alcaldía de Porto Alegre, pero a pesar de su favoritismo inicial fue derrotado por Olívio Dutra, del PT.
En 1992 fue convidado por el presidente Itamar Franco a ocupar el puesto de jefe de la Seguridad Social. Por su gestión fue considerado uno de los posibles sucesor de Franco en la presidencia, pero Britto prefirió presentarse antes a las elecciones estastatales de Río Grande del Sur. Además, orientó el apoyo del PMDB estatal hacia Fernando Henrique Cardoso, del PSDB, en vez de a Orestes Quércia, candidato del PMDB. En las elecciones a la gobernadoría consiguió en la primera vuelta el 49,2% de los votos. En la segunda vuelta, con el apoyo del PP y el PDT, venció a Olivio Dutra, convirtiéndose en el nuevo gobernador de Río Grande del Sur.
Britto trato de gobernar con una amplia base política, aislando fundamentalmente al PT. Esto le permitió formar una amplia coalición para afrontar las elecciones de 1998. Sin embargo, el favorecimiento al Partido Progresista causó tensiones entre su propio partido, anunciando algunos PMDB municipales su apoyo al candidato del PT. Esta división llevó a la derrota de Britto en el segundo turno ante Dutra, de nuevo su rival, pese a haber conseguido más votos en la primera vuelta. En esta derrota, además de la división del propio PMDB, fue importante el apoyo del PDT a Dutra, al estar contrarios a las privatizaciones realizadas en el gobierno de Britto.
En 2001, por diferencias con el líder estatal del partido, Pedro Simon, abandona el PMDB, afiliándose al Partido Popular Socialista. Se lanza como candidato a gobernador en las elecciones de 2002 en coalición con el Partido del Frente Liberal. Sin embargo, quedó en tercer lugar, con apenas el 12% de los votos, por detrás de Germano Rigotto (PMDB) y Tarso Genro (PT). Después de esta derrota abandonó la política, dedicándose por entero al mundo de los negocios.
- Datos: Q4777653
- Multimedia: Antônio Britto / Q4777653